# Richard Lang
Richard Lang (Sydney, 23 februari 1989) is een Australisch wielrenner die sinds 2013 uitkomt voor Team Raleigh. Hij is zowel op de weg als op de baan actief en werd in 2009 Australisch kampioen op het omnium.
In 2011 won hij het eindklassement van UCI Oceania Tour.

## Belangrijkste overwinningen
2009
- Australisch kampioen omnium, Elite

2011
- Oceanisch kampioen op de weg, Beloften
- Eindklassement UCI Oceania Tour
- Trofeo Banca Popolare Piva

## Ploegen
- 2009-Team Budget Forklifts (vanaf 01/09)
- 2010-Team Jayco-Skins
- 2011-Team Jayco-AIS
- 2012-Rapha Condor-Sharp
- 2013-Team Raleigh

Anderson · Bourke · England · Hughes · Irwyn · Jennings · Ladd · Lang · Manion · Roselund · Rudolph · Stevenson · Turner · Windsor
Aitken · Carver · Dennis · Donnelly · Durbridge · Hepburn · Lane · Lang · Matthews · O'Shea · Rudolph
Aitken · Carver · Donnelly · Durbridge · Dyball · Ellis · Hepburn · Howson · Kerby · Lane · Lang · Lovelock-Fay · McCarthy · McCulloch · Niblett · Perkins · Rudolph · Sunderland
Berthou · Blain · Briggs · Britton · Christian · Hampton · Holmes · Lang · Moses · Norris · O'Brien · Oliphant · Scully · Stewart · Witmitz